# Pseudopaludicola
Pseudopaludicola es un género de anfibios anuros de la familia Leptodactylidae propios de Sudamérica.

## Lista de especies
Se reconocen las 22 siguientes según ASW:
- Pseudopaludicola ameghini (Cope, 1887).[2]
- Pseudopaludicola atragula Pansonato, Mudrek, Veiga-Menoncello, Rossa-Feres, Martins & Strüssmann, 2014.[3]
- Pseudopaludicola boliviana Parker, 1927.
- Pseudopaludicola canga Giaretta & Kokubum, 2003.
- Pseudopaludicola ceratophryes Rivero & Serna, 1984.
- Pseudopaludicola facureae Andrade & Carvalho, 2013.[4]
- Pseudopaludicola falcipes (Hensel, 1867).
- Pseudopaludicola giarettai Carvalho, 2012.[5]
- Pseudopaludicola hyleaustralis Pansonato, Morais, Ávila, Kawashita-Ribeiro, Strüssmann & Martins, 2012.[6]
- Pseudopaludicola ibisoroca Pansonato, Veiga-Menoncello, Mudrek, Jansen, Recco-Pimentel, Martins & Strüssmann, 2016.[7]
- Pseudopaludicola jaredi Andrade, Magalhães, Nunes-de-Almeida, Veiga-Menoncello, Santana, Garda, Loebmann, Recco-Pimentel, Giaretta & Toledo, 2016.[8]
- Pseudopaludicola javae Silva, Andrade, Neto, Dantas, Haga & Garda, 2023.[9]
- Pseudopaludicola llanera Lynch, 1989.
- Pseudopaludicola mineira Lobo, 1994.
- Pseudopaludicola motorzinho Pansonato, Veiga-Menoncello, Mudrek, Jansen, Recco-Pimentel, Martins & Strüssmann, 2016.[7]
- Pseudopaludicola murundu Toledo, Siqueira, Duarte, Veiga-Menoncello, Recco-Pimentel & Haddad, 2010.
- Pseudopaludicola mystacalis (Cope, 1887).
- Pseudopaludicola parnaiba Roberto, Cardozo & Ávila, 2013.[10]
- Pseudopaludicola pocoto Magalhaes, Loebmann, Kokubum, Haddad & Garda, 2014[11]
- Pseudopaludicola pusilla (Ruthven, 1916).
- Pseudopaludicola saltica (Cope, 1887).
- Pseudopaludicola ternetzi Miranda-Ribeiro, 1937.

## Publicación original
- Miranda-Ribeiro, 1926, Arq. Mus. Nac., Rio de Janeiro, 27: 152.